# Festa di Maria Santissima dell'Alto Mare
La festa in onore di Maria Santissima dell'Alto Mare e san Fantino è un secolare evento religioso e civile che si svolge annualmente a Taureana di Palmi, il 24 luglio e l'ultima domenica di luglio.
La festa è rinomata, a livello regionale, per la caratteristica processione a mare della statua della Madonna, a ricordo della distruzione di una flotta di saraceni che volevano assediare l'antica Tauriana nell'VI secolo.

## Storia
Il culto del territorio verso Maria Santissima dell'Alto Mare e san Fantino risale al I millennio dell'era cristiana, nell'antica Tauriana, come conseguenza di un evento che le persone dell'epoca definirono miracoloso. L'evento è descritto nella biografia della vita di san Fantino, redatta dal vescovo della diocesi di Tauriana, Pietro, nell'813 (miracolo n. 18). Tra i miracoli avvenuti per intercessione del santo vi sarebbe quello della sua apparizione, insieme alla Madonna, su di uno scoglio immerso nel mare, nei pressi di Tauriana. Il vescovo narrò che mentre veniva festeggiata la memoria del santo, nativo di Tauriana, gli abitanti del luogo videro arrivare delle navi saracene. L'esercito cittadino si preparò per la battaglia e molti taurianensi si recarono sulla tomba del santo per chiedere la sua protezione. Di lì a poco scoppiò una tempesta che fece naufragare le navi. I pochi saraceni che si salvarono, una volta arrestati, raccontarono di aver visto sullo scoglio una donna vestita di porpora ed un giovane con i capelli al vento e con in mano un tizzone fumigante che, ad un cenno della donna, lanciò in mare lo stesso tizzone facendo scoppiare una tempesta. La gente riconobbe in quella donna la madre di Gesù e nel giovane la figura di san Fantino. Da questo prodigio, databile intorno al 560 d.C., nacque a Tauriana anche il culto verso la Madonna appellata con il titolo dell'«Alto Mare». Anche la chiesa di San Fantino, caduta in abbandono nel XV secolo, venne riedificata nel 1552 dal conte di Seminara Pietro Antonio Spinelli, feudatario di Palmi, intitolandola a «Santa Maria ab alto Mari».
A metà del XIX secolo, è attestata la celebrazione di una festività a Palmi dedicata a «Santa Maria di Altomare», celebrata «con gran concorso».
La festa celebrata con le modalità attuali risale invece agli anni trenta dello scorso secolo, periodo nel quale venne realizzata la statua a tutt'oggi al centro delle celebrazioni. Quest'ultima, negli anni sessanta, venne spostata dall'altare maggiore della piccola chiesa di San Fantino a quello della nuova chiesa parrocchiale dedicata anch'essa al santo locale.
Nel 1994 venne realizzata dall'artista palmese Loredana La Capria un dipinto raffigurante san Fantino e, nel corso del XXI secolo, è stata ripristinata anche la millenaria festa in onore del santo.
Per ricordare il prodigio dell'anno 560, il 24 luglio 2010 l'effigie della Maria Santissima dell'Alto Mare è stata incoronata con un diadema, realizzato interamente in oro e benedetto da Papa Benedetto XVI il 26 maggio 2010.
I festeggiamenti del 2020 sono coincisi con il decennale dell'incoronazione della statua della Vergine e con la presentazione e benedizione della nuova scultura raffigurante san Fantino, opera della ditta Ferdinand Stufflesser.

## La statua di Maria Santissima dell'Alto Mare

### Storia
L'attuale gruppo scultoreo di Maria Santissima dell'Alto Mare e angeli venerato a Taureana di Palmi è un'opera del 1931 di artista sconosciuto di bottega dell'Italia meridionale, presumibilmente attribuibile alla ditta Giuseppe Malecore di Lecce.
Il 4 gennaio 2020 iniziarono i lavori di restauro dell'opera da parte dell'arch. Amedeo Lico della Bretia Restauri. Il gruppo scultoreo è stato riconsegnato alla venerazione dei fedeli il 23 luglio dello stesso anno.

### Descrizione
L'opera policroma raffigurante Maria Santissima dell'Alto Mare e angeli è realizzata, con proporzioni quasi a grandezza naturale, in cartapesta modellata e dipinta ripercorrendo l'iconografia classica con la quale è rappresentata l'Immacolata Concezione, alla quale sono affiancati due angeli (1931) realizzati anch'essi in cartapesta modellata e dipinta.

### Collocazione
Durante l'anno la statua della Maria Santissima dell'Alto Mare è conservata nella chiesa di San Fantino, sopra l'altare maggiore della Santissima Trinità, realizzato nel 2016 in travertino e granito da maestranze locali su progetto dell'ingegner Paolo Martino.

## La statua e l'icona di san Fantino

### La statua
L'attuale statua di san Fantino venerata a Taureana di Palmi è un'opera del 2020, realizzata dalla ditta Ferdinand Stufflesser di Ortisei e donata alla parrocchia dai familiari del sacerdote don Salvatore D'Agostino, parroco di Taureana dal 1957 al 2000, anno della sua morte.

L'opera policroma raffigurante il santo di Tauriana è realizzata, con proporzioni quasi a grandezza naturale, in legno di tiglio scolpito e dipinto ripercorrendo l'iconografia classica dei due eventi principali eventi riconducibili alla memoria del santo. Seguendo le indicazioni del parroco Don Vittorio Castagna ed il parere dell’Ufficio artistico della diocesi di Oppido Mamertina-Palmi, il santo più antico della Calabria è rappresentato nell'atto di attraversare il fiume Mètauros, apertosi al suo passaggio per impedire che venisse raggiunto dal suo persecutore (evento accadutogli in vita), e in una mano tiene un tizzone a ricordo del più celebre miracolo compiuto dopo la morte, il salvataggio della popolazione locale contro gli agareni.

### L'icona
L'icona raffigurante san Fantino venerata attualmente è stata realizzata nel 1994 dall'artista palmese Loredana La Capria, in collaborazione con il Movimento Culturale san Fantino ed il professor Domenico Minuto, traduttore del bios del santo. L'icona rappresenta il miracolo dell'attraversamento del fiume Mètauros con apertura della acque, e lo stesso san Fantino è raffigurato per come descritto nel bios: «giovane e bello, di buona statura, dai capelli neri e lisci, in aspetto da cavaliere, avvolto d'una clamide (mantelletta) come un atleta, montato su un forte cavallo (da cui forse oggi deriva il fantino), nel medesimo aspetto e nella medesima forma con cui di solito appare in sogno alla gente del luogo.».
Lo stile è tipico dell'iconografia bizantina, cioè quella maggiormente in voga nel periodo di massima diffusione del culto verso san Fantino.
Durante l'anno il dipinto è affisso sulla parete di fondo della chiesa di San Fantino, laterale all'altare maggiore della Santissima Trinità.

## La base processionale
La base processionale, localmente chiamata "varetta" quale diminutivo di vara, ha la funzione di supporto per il trasporto della statua di Maria Santissima dell'Alto Mare in processione per le vie cittadine e in barca, il giorno della festa, e di esporre l'icona alla venerazione dei fedeli nel periodo festivo. La varetta è in legno intagliato e dipinto con i colori bianco e oro, realizzata nel XX secolo ad opera di maestranze locali.
Il giorno della festa la base processionale viene addobbata di fiori e le vengono inserite alla base due stanghe in legno di sei metri ciascuna (rivestite di cuscini), che servono ai "Portatori di Maria Santissima dell'Alto Mare" per alzare e trasportare a spalla il fercolo in processione.

### I portatori
Il compito del trasporto a spalla per le vie cittadine della base processionale sulla quale è posta la statua di Maria Santissima dell'Alto Mare spetta a quattordici portatori, dei quali dodici posizionati sotto le due stanghe più altri due denominati "timonieri", uno davanti e uno dietro alla varetta, che hanno il compito di dare indicazioni sulle manovre da effettuare durante il percorso processionale. Seguono la base processionale ulteriori portatori in sostituzione, durante il tragitto, di quelli sotto le stanghe. 
I portatori appartengono principalmente alla Parrocchia di san Fantino e la loro divisa, in occasione della processione, è composta da pantaloni scuri, una maglietta blu scura con raffigurata l'icona della Vergine ed un fazzoletto azzurro annodato al collo. Negli anni passati è stata utilizzata anche una maglietta bianca, oppure una divisa completa da marinaio.

## Tradizioni religiose
Le funzioni religiose iniziano con la novena dedicata a Maria Santissima dell'Alto Mare, celebrata ogni giorno nella chiesa di San Fantino. Nel periodo della novena, il gruppo scultoreo di Maria Santissima dell'Alto Mare e angeli viene esposto alla venerazione dei fedeli, traslandolo dall'altare maggiore, nel quale è collocato durante l'anno, alla base processionale che viene posizionata nella navata, lato destro, a ridosso dei gradini del presbiterio.

### La processione di San Fantino con i cavalli
Sempre nel periodo della novena viene celebrata la festa del patrono della parrocchia e di Taureana, san Fantino il cavallaro, il 24 luglio, giorno nel quale il calendario liturgico celebra la ricorrenza della data di morte del santo. L'evento è organizzato dai «cavalieri di san Fantino» e dal Comitato festeggiamenti della Madonna dell'Alto Mare  e consiste nella benedizione dei cavalli (nel numero di 24) e dei cavalieri, a cui fa seguito una processione a cavallo dell'icona del santo. La benedizione avviene, dopo la celebrazione eucaristica, nella piazza antistante la chiesa di San Fantino. La processione invece percorre il tragitto dalla chiesa parrocchiale fino all'antica chiesa ottocentesca, entrambe dedicate al santo, ed è composta in apertura dai cavalieri a cavallo ai quali fa seguito un calesse, dove trova posto il parroco che reca in mano l'icona di san Fantino. I fedeli, che seguono il calesse durante la processione, una volta arrivati alla cripta di san Fantino che si trova sotto la chiesa del XIX secolo, procedono ad un tradizionale bacio dell'icona del santo.

### La processione "per terra e per mare"

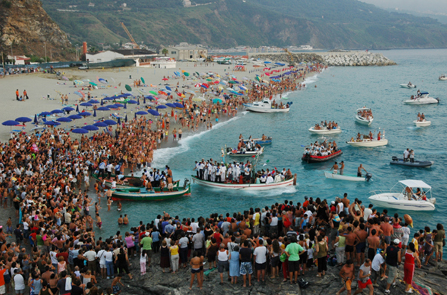
L'"imbarco" della varetta sulla barca per l'inizio della processione a mare.

Il giorno dedicato a Maria Santissima dell'Alto Mare è come detto il sabato che precede l'ultima domenica di luglio. Durante la mattinata vengono svolte in chiesa varie celebrazioni liturgiche.
Nel tardo pomeriggio della festa viene invece celebrato l'evento principale della giornata, che consiste nella tradizionale e secolare processione per le vie cittadine e per mare della base processionale con il gruppo scultoreo dedicato a Maria Santissima dell'Alto Mare. Da qualche anno sul fercolo, ai piedi del gruppo scultoreo, viene posta anche l'icona di san Fantino;
La composizione della processione, elencata in ordine di sfilata, è la seguente:
- "Complesso dei tamburinari". Il corteo è aperto da un complesso di tamburinari che esegue un ritmo scandito per tutto il tempo di durata della stessa;
- Comitato festeggiamenti di Maria Santissima dell'Alto Mare, con stendardo, Crocifisso processionale e rappresentanza degli iscritti;
- Parroco e clero della Parrocchia di San Fantino;
- Base processionale con il simulacro di Maria Santissima dell'Alto Mare e l'icona di san Fantino;
- Banda musicale;
- Fedeli.

Il percorso della processione si sviluppa nelle strade della Parrocchia di San Fantino (Taureana di Palmi, Pietrenere e Tonnara di Palmi). Arrivato il corteo nel borgo marinaro di Pietrenere, dopo aver attraversato le contrade di Taureana ed un antico sentiero, si procede all'imbarco su di uno scafo della base processionale di Maria Santissima dell'Alto Mare, per proseguire con la "processione a mare". Il punto di imbarco è solitamente la spiaggia antistante lo scoglio dell'Isola, con sbarco nei pressi dello scoglio dell'Ulivo dopo aver rasentato per tutto il tragitto le spiagge dell'intera baia della Tonnara di Palmi (circa 1,7 km). Invece negli ultimi anni l'imbarco e lo sbarco avvengono entrambi nel porto di Palmi. La processione a mare è composta da una barca principale nella quale è collocato il fercolo della Madonna con i portatori ed il clero, da una barca sulla quale si trova la banda musicale e da altre imbarcazioni dei fedeli, che seguono la scia delle due barche principali. Dopo lo sbarco della base processionale della Madonna la processione riprende il suo tragitto via terra per il rientro in chiesa.

## Tradizioni civili
Il programma dei festeggiamenti civili in onore di Maria Santissima dell'Alto Mare prevede alcuni eventi specifici, concentrati essenzialmente nel triduo che si conclude l'ultima domenica di luglio:
- la tradizionale "sfilata dei Giganti", due alte figure di cartapesta che vengono portate a spalla per le strade e le piazze, in occasione delle festività cattoliche cittadine, facendole roteare su sé stesse a simulazione di un ballo e al suono incalzante dei tamburi del tipico "complesso dei tamburinari". In occasione di questa festa, la coppia di Giganti utilizzata è quella di proprietà della Parrocchia di San Fantino;[3]
- la sfilata di una banda musicale per le strade di Taureana nella mattinata;
- lo sparo di colpi di mortaretto in concomitanza di determinati eventi della festa;
- uno spettacolo musicale svolto solitamente nella piazzetta antistante la chiesa;[4]
- uno spettacolo pirotecnico, a conclusione della giornata o al termine della processione, effettuato dal Porto di Palmi.[3][5]

Inoltre, nei giorni della festa la facciata della chiesa, la via del Mare e la via Saletta, strade adiacenti al luogo di culto, vengono addobbate con delle luminarie e nelle suddette vie viene anche svolta una piccola fiera di venditori ambulanti.
Prima della processione di san Fantino, il 24 luglio, viene svolto il premio "don Salvatore D'Agostino e Nino Punturiero", che viene consegnato annualmente ad una personalità di spicco della città di Palmi.

## La festa nei mass media
- Nel 2017 il programma televisivo Linea blu, trasmesso su Rai 1, nella puntata «Calabria: da Gioia Tauro a Bagnara Calabra» ha raccontato con immagini e interviste i festeggiamenti di Maria Santissima dell'Alto Mare a Taureana di Palmi.[33]

### Esplicative
1. ↑  Angela Maccarone Amuso, "La festa della Madonna dell'Alto Mare a Taureana" - Calabria sconosciuta anno XIII n. 46 del 1990, pagg. 25-28
2. ↑  Tale scoglio corrisponde all'attuale "scoglio dell'Isola" di Pietrenere.
3. ↑  Regolamento Comunale per il commercio su aree pubbliche del Comune di Palmi (Approvato con Del. C.P. n. 77 del 14/05/2007). Articolo 10 "Localizzazione, caratteristiche, giorni e orari di svolgimento di mercati, fiere e sagre" comma 2) punto e) Festa della Madonna dell'Alto Mare.

### Bibliografiche
1. 1 2 3 4   Elenco feste della parrocchia sul sito della diocesi di Oppido Mamertina-Palmi, su oppido-palmi.chiesacattolica.it. URL consultato il 12 giugno 2013 (archiviato dall'url originale il 2 marzo 2014).
2. 1 2 3 4 5 6 7 8 9 10 11 12   Palmi (RC) Festa della “Madonna dall’Alto mare e di San Fantino”, su costaviolaonline.it. URL consultato il 12 giugno 2013.
3. 1 2 3 4 5 6 7   FMadonna Dell'Alto Mare Taureana di Palmi, su YouTube, 27 marzo 2009,  a 00 min 00 s. URL consultato il 30 giugno 2014.
4. 1 2   Programma estate Palmi 2010 (PDF), su eventiesagre.it. URL consultato il 30 giugno 2014 (archiviato dall'url originale il 14 luglio 2014).
5. 1 2   Fuochi Madonna dell'Alto Mare Palmi 2, su YouTube, 10 agosto 2008,  a 00 min 00 s. URL consultato il 30 giugno 2014.
6. ↑  Teti, p. 16.
7. ↑  Lerou, p. 30.
8. ↑  Guida Touring 2003, pag. 185.
9. ↑   Vito Teti, documentario Rai - sede regionale per la Calabria, "Lo spazio sacro", 1979, su books.google.it. URL consultato il 12 giugno 2013.
10. ↑  De Rosa, p. 200.
11. 1 2 3 4 5 6 7   Vita di san Fantino e storia del miracolo, su santiebeati.it. URL consultato il 12 giugno 2013.
12. 1 2  De Salvo, pagg. 148-149.
13. ↑  Romeo Baldari, pag. 39.
14. ↑   PROCESSIONE DELLA MADONNA DELL'ALTO MARE TONNARA DI PALMI 28 LUGLIO 1957 PRIMA PARTE, su YouTube, 23 aprile 2013,  a 00 min 00 s. URL consultato il 9 novembre 2016.
15. 1 2 3 4 5   La comunità di Taureana pronta ad accogliere una statua di San Fantino, su inquietonotizie.it. URL consultato il 27 luglio 2020.
16. 1 2 3 4 5 6 7   Bottega dell'Italia merid. sec. XX, Madonna dell'Alto Mare, su beweb.chiesacattolica.it. URL consultato il 17 giugno 2019.
17. ↑   Bottega dell'Italia merid. sec. XX, Angioletto con drappo verde, su beweb.chiesacattolica.it. URL consultato il 17 giugno 2019.
18. ↑   Bottega dell'Italia merid. sec. XX, Angioletto con drappo rosso, su beweb.chiesacattolica.it. URL consultato il 17 giugno 2019.
19. ↑   Chiesa di Taureana di Palmi, il Vescovo benedice il nuovo Altare, su YouTube, 29 luglio 2016,  a 00 min 00 s. URL consultato il 9 novembre 2016.
20. 1 2   L'icona di san Fantino, su sanfantino.org. URL consultato il 30 giugno 2014 (archiviato dall'url originale il 14 luglio 2014).
21. 1 2 3   Madonna dell'altomare 2010, su YouTube, 24 maggio 2011,  a 00 min 00 s. URL consultato il 9 novembre 2016.
22. 1 2 3 4 5 6   Festa della Madonna dell'Alto Mare con la suggestiva processione a mare dallo «Scoglio dell'Isola» all'«Ulivarella», su ilgiornaledellapianadigioiatauro.it. URL consultato il 12 giugno 2013.
23. 1 2 3 4 5   Madonna dell'Alto Mare 2012 - Festa a Taureana, Pietrenere e Tonnara di Palmi, su YouTube, 30 luglio 2012,  a 00 min 00 s. URL consultato il 9 novembre 2016.
24. 1 2   Festa della Madonna dell'Alto Mare e di San Fantino (PDF), su diocesioppidopalmi.it. URL consultato il 6 dicembre 2019 (archiviato dall'url originale il 6 dicembre 2019).
25. ↑   bios di Fantino il Vecchio, su santiebeati.it. URL consultato il 16 febbraio 2013.
26. 1 2 3 4   Taureana festeggia san Fantino, su inquietonotizie.it. URL consultato il 25 luglio 2013.
27. ↑   Documentario sulla festa di San Fantino [collegamento interrotto], su ilgiornaledellapianadigioiatauro.it. URL consultato il 12 giugno 2013.
28. ↑  AA.VV., p. 51.
29. ↑   Madonna dell’Alto Mare, su fashionintown.it. URL consultato il 6 dicembre 2019.
30. 1 2   Festa della Madonna dell'Alto Mare, su tuttoqui.it. URL consultato il 6 dicembre 2019 (archiviato dall'url originale il 6 dicembre 2019).
31. ↑   Il culto delle madonne nere, tra processioni e sentimento di accoglienza, su gazzettadelsud.it. URL consultato il 6 dicembre 2019.
32. ↑   Provincia di Reggio Calabria, documentario fotografico sulla festa della Madonna dell'Alto Mare, su turismo.provincia.rc.it. URL consultato il 12 giugno 2013 (archiviato dall'url originale l'8 marzo 2014).
33. ↑   Linea Blu - Calabria: da Gioia Tauro a Bagnara Calabra, su raiplay.it. URL consultato il 14 giugno 2020.